# Don Thompson (P.-D.G.)
Pour l'athlète britannique des années 1960, voir Don Thompson.
Don Thompson, de son vrai nom Donald Thompson, né le 14 décembre 1963 à Chicago, était le président-directeur général de McDonald's, succédant à Jim Skinner, le 30 juin 2012.

## Biographie

### Enfance et formation
Don Thompson grandit près des grands ensembles de Cabrini-Green à Chicago. Il a ensuite déménagé à Indianapolis, où il a étudié à la Nord Central High School. Thompson est diplômé de l'université Purdue et détient un doctorat honorifique de l'Excelsior College.

### Carrière
Don Thompson intègre McDonald's en 1990, après avoir travaillé pour un fabricant d'avions de combat qui fait désormais partie de Northrop Grumman. Il commence comme ingénieur et conçoit l'équipement robotique pour le transport de la nourriture, tout en réalisant des circuits de commande pour la cuisson.
En 1992, il est promu chef de projet et directeur du personnel pour le département développement qualité. En 1994, il intègre un restaurant McDonald's du sud de Chicago pour en apprendre le fonctionnement, en occupant successivement la quasi-totalité des postes. En 1998 Don Thompson est promu directeur régional pour San Diego et la Californie, en supervisant 350 restaurants. Il devient ensuite vice-président de la division Midwest où il supervise 2 200 restaurants puis président de la division Ouest où il gère près de 4 000 restaurants.
En janvier 2005, il devient vice-président exécutif de McDonald's. Il sert à la fois directeur des opérations et directeur marketing pour les États-Unis.
Le 23 août 2014 il est nommé président de McDonald's USA et Canada. Il devient président directeur général de McDonald's le juillet 2012 en succédant à Jim Skinner,.
Le 29 janvier 2015, McDonald's annonce dans un communiqué que Don Thompson devait quitter ses fonctions de directeur général au 1er mars 2015. Il sera remplacé par Steve Easterbrook.